# Падуб парагвайський
Па́дуб парагва́йський, іноді гостролист парагвайський (лат. Ilex paraguariensis) — рослина родини падубових, поширена в Центральній і Південній Америці. Оброблене і висушене листя і стебла використовуються як трав'яний чай під назвою «мате» (також єрба-мате, жерба-мате (ісп. Yerba mate, порт. Erva mate), парагвайський чай), широко поширений в Південній Америці і який поступово завойовує популярність по всьому світу. Слово «мате» походить з мови кечуа.

## Розповсюдження
Ареал парагвайського падубу — Бразилія, Аргентина, Уругвай та Парагвай. Рослина дикоросла, а також культивується на спеціалізованих плантаціях.
|                      |
| Падуб парагвайський. |

## Опис
Парагвайський падуб  — вічнозелений чагарник або дерево висотою до 15 метрів.
Листя зубчасте, довжиною 7—11 см і шириною 3—5,5 см.
Квіти дрібні, зеленкувато-білі, з чотирма пелюстками.
Плід — кістянка червоного забарвлення діаметром 4-6 мм.

## Хімічний склад
В листках падуба містяться: бета-амірин, ванілін, вода, ізовалеріанова кислота, ізокапронова кислота, ізомасляна кислота, інозитол, кофеїн, 2,5-ксиленол, масляна кислота, неохлорогенова кислота, нікотинова кислота (вітамін B3), 4-оксододеканова кислота (4-оксилауринова кислота), пантотенова кислота (вітамін B5), піридоксин (вітамін B6), білок, рибофлавін (вітамін B2), рутин, смола, смоляна кислота, стеаринова кислота, танін, теобромін, теофілін, тригонелін, урсолова кислота, хлорогенова кислота (5-кофеоілхінна кислота), хлорофіл, холін, целюлоза.

## Мате
З висушеного подрібненого листя та пагонів цієї рослини готують напій, що бадьорить (це пов'язано з високим вмістом кофеїну (матеїну)). Як висушене листя рослини, так і сам напій називаються мате. Слово «ма́те» походить із мови кечуа, в якій слово «matí» означає тикву або посуд із неї.